# 武桂珍
武桂珍（1959年8月—），女，汉族，中华人民共和国政治人物。现任中国疾病预防控制中心生物安全首席专家。全国三八红旗手标兵。